# AVK Holding
AVK Holding A/S er en global dansk producent af ventiler og brandhaner til vand- og gasforsyning, spildevandsbehandling og brandbekæmpelse. 
AVK Holding er en dansk familieejet koncern med over 100  produktions- og salgsselskaber verden over. Koncernen havde i regnskabsåret 2023/24 en omsætning på 9,027 mia. danske kroner. På verdensplan havde de i 2024 5.342 ansatte (I Danmark 780). AVK har hovedkvarter i Galten. Væsentlige selskaber i koncernen er AVK International, AVK Tooling og AVK Gummi.

## Historie
Aage V. Kjærs Maskinfabrik blev grundlagt i 1941 i Galten i et beskedent maskinværksted med otte ansatte. Grundlæggeren, Aage Valdemar Kjær (deraf navnet AVK), og hans ansatte udførte almindeligt rørarbejde i Galten-området. Derudover havde værkstedet en lille produktionsenhed, der fremstillede kompressorer til hovedsageligt køleanlæg.
I 1970 overtog AVK’s nuværende ejer maskiningeniør Niels Aage Kjær sin fars værksted og begyndte at udvikle ventiler til vandforsyningen. Den første ventil - en muffeventil til PVC-rør – dannede grundlaget for det AVK, vi kender i dag.